# Ynet
Ynet (estilizado como ynet) es uno de los tres principales sitios web de noticias de Israel.Es propiedad de Yedioth Ahronoth, el periódico israelí de mayor circulación.Si bien incluye artículos de la edición impresa, la mayor parte de su contenido es obra original escrita por personal semiindependiente. Originalmente fue lanzado en el año 2000 en dos versiones,hebreo y árabe («Ynet» y «Arabynet»), aunque esta última dejó de operar en mayo de 2005. Actualmente existe también una edición en inglés, («Ynetnews») y en español. El mayor competidor de Ynet es NRG, operado por su competidor en prensa escrita, el periódico Maariv.